# Bonus malus (assurance)
Pour les articles homonymes, voir Bonus Malus, Bonus, Malus et CRM.
L'expression bonus malus ou coefficient de réduction-majoration (CRM) désigne une méthode de pondération de l'appréciation du risque par la sinistralité surtout utilisée pour les assurances auto et moto.
Le système de bonus malus en assurance automobile est réglementaire dans certains pays comme en Belgique, en  France, en  Grèce et en Italie ou bien, basé uniformément sur des accords de la profession comme en Allemagne, ou enfin totalement libre comme c'est le  cas en  Irlande, au Royaume-Uni,  aux Pays-Bas et en Espagne.

## En Belgique
Depuis le 1er janvier 2004, le système du bonus malus n'est plus obligatoire. Cependant, la majorité des assureurs continuent de l'utiliser. Son fonctionnement historique est le suivant :
Il est basé sur 23 échelons (de 0 à 22) associés chacun à un pourcentage. C'est le pourcentage de la prime de base que devra payer l'assuré.

L'entrée dans le système se fait à l'échelon 11 en usage privé et à l'échelon 14 en usage professionnel.

Le bonus malus est augmenté de 5 degrés par sinistre en tort et est diminué d'un degré par année d'assurance (le premier sinistre en tort de l'année entraîne donc une augmentation de 4 degrés).
| Degré de Bonus Malus | Pourcentage de la prime | Degré de Bonus Malus | Pourcentage de la prime |
| 22                   | 200 %                   | 10                   | 81 %                    |
| 21                   | 160 %                   | 09                   | 77 %                    |
| 20                   | 140 %                   | 08                   | 73 %                    |
| 19                   | 130 %                   | 07                   | 69 %                    |
| 18                   | 123 %                   | 06                   | 66 %                    |
| 17                   | 117 %                   | 05                   | 63 %                    |
| 16                   | 111 %                   | 04                   | 60 %                    |
| 15                   | 105 %                   | 03                   | 57 %                    |
| 14                   | 100 %                   | 02                   | 54 %                    |
| 13                   | 95 %                    | 01                   | 51 %                    |
| 12                   | 90 %                    | 00                   | 50 %                    |
| 11                   | 85 %                    |                      |                         |

## En France
En France, le code des assurances définit que les contrats d'assurance concernant les véhicules terrestres à moteur doivent comporter une clause de réduction ou de majoration des primes ou cotisations. Ce coefficient de réduction majoration (CRM) est justifié grâce à un document que l'on appelle le relevé d'informations ou relevé de situation ; l'assuré en suit aussi l'évolution chaque année sur son échéancier. Ce document est établi par la compagnie d'assurances pour la période couverte.
Sauf convention contraire (détaillée dans les conditions générales du contrat) le CRM n'est pas applicable aux 2 ou 3 roues de cylindrée inférieure ou égale à 125 cm3,.
Un assuré gagne 5 % (7 % en usage tournées) de bonus par année d'assurance sans sinistre responsable (soit neuf mois au minimum). Le CRM maximal de 0,50 est atteint à la quatorzième année d'assurance (la suite géométrique de raison 0,95 devient inférieure à 5 points au bout de 4 itérations. Par exemple il passe de 0,80 à 0,76 la cinquième année). 
Le CRM augmente de 25 % par sinistre responsable (20 % en usage tournées), et de 12,5 % en cas de sinistre partiellement responsable, sans pouvoir en aucun cas être supérieur à 3,50. En outre, après deux années consécutives sans sinistre, le coefficient applicable revient automatiquement à 1. 
Afin de gratifier les bons conducteurs, aucune majoration n'est appliquée pour le premier sinistre responsable après trois années consécutives avec un coefficient de 0,5. Il faut à nouveau trois années complètes sans sinistre pour retrouver cet avantage. 
La répercussion d'un sinistre responsable, même partiellement, ne se fait qu'à l'échéance anniversaire : c'est-à-dire qu'un sinistre réalisé en cours d'année n'aura un impact que l'année suivante (s’il a eu lieu au moins 2 mois avant cette échéance). 
S'il y a plusieurs sinistres responsables dans la même année, les majorations du coefficient se cumulent. C'est-à-dire que pour un CRM avant sinistre de 0,85, le coefficient après un premier sinistre responsable sera de 0,85 x 1,25, soit un nouveau coefficient de 1,06 (arrondi inférieur à la deuxième décimale). Le coefficient après un deuxième sinistre responsable sera de 1,06 x 1,25, soit un nouveau coefficient de 1,32. 
Si un sinistre a lieu dans les deux mois qui précèdent l'échéance du contrat, l'évolution du coefficient ne se fera que l'année suivante.

### Échelle de bonus malus
Ce tableau présente l'évolution du CRM et son équivalence en réduction (bonus) en l'absence d'accident responsable :
Pour les usages appelés "privé" ou "promenade trajet travail", le coefficient (1,00 au départ) est multiplié chaque année par 0,95 : il faut 14 ans dans ce cas pour obtenir la réduction maximale.
Usage tournées
Les personnes qui utilisent les véhicules pour un usage professionnel comme les chauffeurs de taxis, les libéraux, les VRP bénéficient d'un bonus qui évolue plus rapidement et d'un malus moins rapide en cas de sinistre. En effet ce sont des conducteurs qui ont plus d'expérience mais aussi plus de probabilité d'avoir un accident au vu de la distance qu'ils parcourent.
Pour ces usages appelés "tournée", "tous déplacements" ou "taxi", le coefficient multiplicateur est 0,93, le coefficient de 0,50 est atteint la 9e année.
Dans tous les cas, le coefficient obtenu est arrondi par défaut à la deuxième décimale inférieure ; un exemple : au bout de la deuxième année, en effectuant l'opération 0,90 * 0,95, nous obtenons 0,855 : le coefficient retenu sera 0,85 pour l'année suivante.
| Année d'assurance | Évolution du coefficient (CRM) | Équivalence en réduction ("bonus") | Évolution du coefficient en usage tournées | Équivalence en réduction en usage tournées |
| 0                 | 1,00                           | 0 %                                | 1,00                                       | 0 %                                        |
| 1                 | 0,95                           | 5 %                                | 0,93                                       | 7 %                                        |
| 2                 | 0,90                           | 10 %                               | 0,86                                       | 14 %                                       |
| 3                 | 0,85                           | 15 %                               | 0,79                                       | 21 %                                       |
| 4                 | 0,80                           | 20 %                               | 0,73                                       | 27 %                                       |
| 5                 | 0,76                           | 24 %                               | 0,67                                       | 33 %                                       |
| 6                 | 0,72                           | 28 %                               | 0,62                                       | 38 %                                       |
| 7                 | 0,68                           | 32 %                               | 0,57                                       | 43 %                                       |
| 8                 | 0,64                           | 36 %                               | 0,53                                       | 47 %                                       |
| 9                 | 0,60                           | 40 %                               | 0,50                                       | 50 %                                       |
| 10                | 0,57                           | 43 %                               |                                            |                                            |
| 11                | 0,54                           | 46 %                               |                                            |                                            |
| 12                | 0,51                           | 49 %                               |                                            |                                            |
| 13                | 0,50                           | 50 %                               |                                            |                                            |

### Circonstances aggravantes
Pour les conducteurs novices (- 3 ans de permis ou sans assurance sur les 3 dernières années) une surprime peut être appliquée sur la cotisation, elle ne peut cependant pas dépasser 100 % et 50 % pour les personnes ayant leurs permis par la conduite accompagnée.
En cas de constatation de circonstance aggravante, un malus supplémentaire peut être appliqué :
- accident responsable si le conducteur est reconnu en état d'imprégnation alcoolique : 150 % de majoration ;
- accident donnant suite à une suspension de permis : de 50 à 100 % de majoration ;
- délit de fuite : 100 % de majoration ;
- fausse déclaration : 100 % de majoration.

### Exemples de calcul
Un conducteur avec un bonus à 0,76 à son échéance anniversaire en année "N" aura un bonus à 0,72 en N+1. C'est-à-dire 0,76 * 0,95 (soit 5 % de bonus) = 0,722 arrondi au centième. 
Si au cours de l'année N il a un sinistre responsable, il aura 25 % de malus à sa prochaine échéance : 0,76 * 1,25 (soit 25 % de malus) = 0,95. Son bonus en N+1 sera donc de 0,95.

### Justificatifs
En France, c'est le relevé d'informations qui sert de justificatif au bonus.
Le relevé d'informations est un document remis par l’assurance sur demande de l’assuré, afin de lui détailler son bonus et l’historique de ses sinistres sur les cinq dernières années. Il doit préciser le ou les conducteurs désignés au contrat, la nature des sinistres (corporel ou matériel) et la part de responsabilité du conducteur, l'identité du conducteur responsable, la période de garantie et le coefficient de réduction majoration à l’échéance anniversaire.
L'assureur peut vérifier l'exactitude des déclarations d'un conducteur grâce à l'AGIRA, association française qui recense les antécédents d'assurance automobile (résiliations ou sinistres) et conserve ces informations deux ans ou cinq ans selon les cas.

## En Italie
En Italie, il existe 18 classes de mérite. L’entrée dans le système est la classe de mérite 14. Une année sans sinistre vous fait baisser d’une classe et un sinistre responsable vous pénalise de deux.

## En Suisse
En Suisse il n'y a pas de système obligatoire de bonus. Chaque compagnie d'assurance a ses propres règles. Il est possible de souscrire des options pour ne pas affecter son bonus en cas d’accident responsable.

## En Tunisie
Depuis le 1er avril 2007, le tarif de l’assurance automobile est calculé avec l'application d'un système Bonus/Malus.
- Un sinistre responsable est sanctionné par une hausse de 2 classes et de 3 classes en cas de récidive.
- Les conducteurs descendent par palier de 20% après chaque période bi-annuelle sans sinistre fautif.
- L'entrée dans le système se fait par la classe 8 et on arrive à la classe 4 en cas d’absence de sinistre pendant 2 années successives.

| Pourcentage de la prime | Degré de Bonus Malus |
| 350%                    | 11                   |
| 300%                    | 10                   |
| 250%                    | 9                    |
| 200%                    | 8                    |
| 160%                    | 7                    |
| 140%                    | 6                    |
| 120%                    | 5                    |
| 100%                    | 4                    |
| 90%                     | 3                    |
| 80%                     | 2                    |
| 70%                     | 1                    |